# 潤德勒座標
相對論中，「雙曲加速參考系」座標構成了平直閔考斯基時空中重要且有用的座標卡系統。狹義相對論中，一均勻加速的物體進行所謂的雙曲運動；在其固有參考系中，該物體是靜止的。這現象可與均勻重力場相應。關於平直時空中之加速度的一般性論述，參見狹義相對論中的加速度。
本文中，光速定義為c = 1，慣性座標系為(X,Y,Z,T)，雙曲座標系則為(x,y,z,t)。這類雙曲座標系可主要分為兩大類，與加速觀察者位置有關：若觀察者時間T = 0時位在X = 1/α（其中α為常數值的固有加速度，由共動的加速規測得），則雙曲座標系稱為「潤德勒座標」（或譯林德勒座標），與之相應的是「潤德勒度規」（Rindler metric）若觀察者時間T = 0時位在X = 0，則雙曲座標系有時稱為「穆勒座標」（Møller coordinates）或「寇特勒-穆勒座標」（Kottler-Møller coordinates），與之相應的是「寇特勒-穆勒度規」（Kottler-Møller metric）。透過採用雷達座標，可得到一常與雙曲運動觀察者有關的替代座標卡（Chart）。雷達座標有時也稱作「拉斯座標」（Lass coordinates） 寇特勒-穆勒座標以及拉斯座標也常標示為潤德勒座標。
關於潤德勒座標的歷史，這樣的座標系在狹義相對論發表不久後即被引入，在研究雙曲運動此一概念的同時也被研究：與平直閔考斯基時空的關係如阿爾伯特·愛因斯坦（1907年，1912年）、馬克斯·玻恩（1909年）、阿諾·索末菲（1910年）、馬克斯·馮·勞厄（1911年）、亨德里克·勞侖茲（1913年）、弗里德里希·寇特勒（1914年）、沃夫岡·包立（1921年）、Karl Bollert（1922年）、Stjepan Mohorovičić（1922年）、喬治·勒梅特（1924年）、愛因斯坦與納森·羅森（1935年）、Christian Møller（1943年，1952年）、Fritz Rohrlich（1963年）、哈利·拉斯（1963年）；與廣義相對論中平直或彎曲時空的關聯性：沃夫岡·潤德勒（1960年，1966年）。

## 潤德勒參考系的特徵

潤德勒圖卡（Rindler chart），方程式((1a))中，繪於閔考斯基圖上。虛線為潤德勒視界（Rindler horizons）。

以沿{\displaystyle X}-direction方向、常數值固有加速度{\displaystyle \alpha }進行雙曲運動的物體，其世界線為原時{\displaystyle \tau }以及快度{\displaystyle \alpha \tau }的函數，關係式為：
{\displaystyle T=x\sinh(\alpha \tau ),\quad X=x\cosh(\alpha \tau )}。
其中{\displaystyle x=1/\alpha }為常數，{\displaystyle \alpha \tau }為變數。這樣的世界線形態為雙曲線{\displaystyle X^{2}-T^{2}=x^{2}}。阿諾·索末菲展示了此方程組可重新表示為：{\displaystyle x}為變數，而{\displaystyle \alpha \tau }為常數；如此可表現出共動觀察者所測量到雙曲運動物體的「靜止型態」。設定{\displaystyle \tau =t}，也就是採用了觀察者的原時作為整體雙曲加速參考系的時間，則慣性座標與雙曲座標之間的轉換式變為：
| {\displaystyle T=x\sinh(\alpha t),\quad X=x\cosh(\alpha t),\quad Y=y,\quad Z=z} |  | 1a |

逆轉換式為：
{\displaystyle t={\frac {1}{\alpha }}\operatorname {artanh} \left({\frac {T}{X}}\right),\quad x={\sqrt {X^{2}-T^{2}}},\quad y=Y,\quad z=Z}
對其微分並代入閔考斯基度規{\displaystyle ds^{2}=-dT^{2}+dX^{2}+dY^{2}+dZ^{2}}，則雙曲加速系的度規張量為
| {\displaystyle ds^{2}=-(\alpha x)^{2}dt^{2}+dx^{2}+dy^{2}+dz^{2}} |  | 1b |